# Lago di Campotosto
Il lago di Campotosto è il più grande lago artificiale d'Abruzzo, situato interamente in provincia dell'Aquila, tra i comuni di Campotosto (da cui prende il nome), Capitignano e L'Aquila, tra il versante settentrionale del Gran Sasso d'Italia, quello occidentale dei Monti della Laga ad est ed i Monti dell'Alto Aterno ad ovest.

## Storia

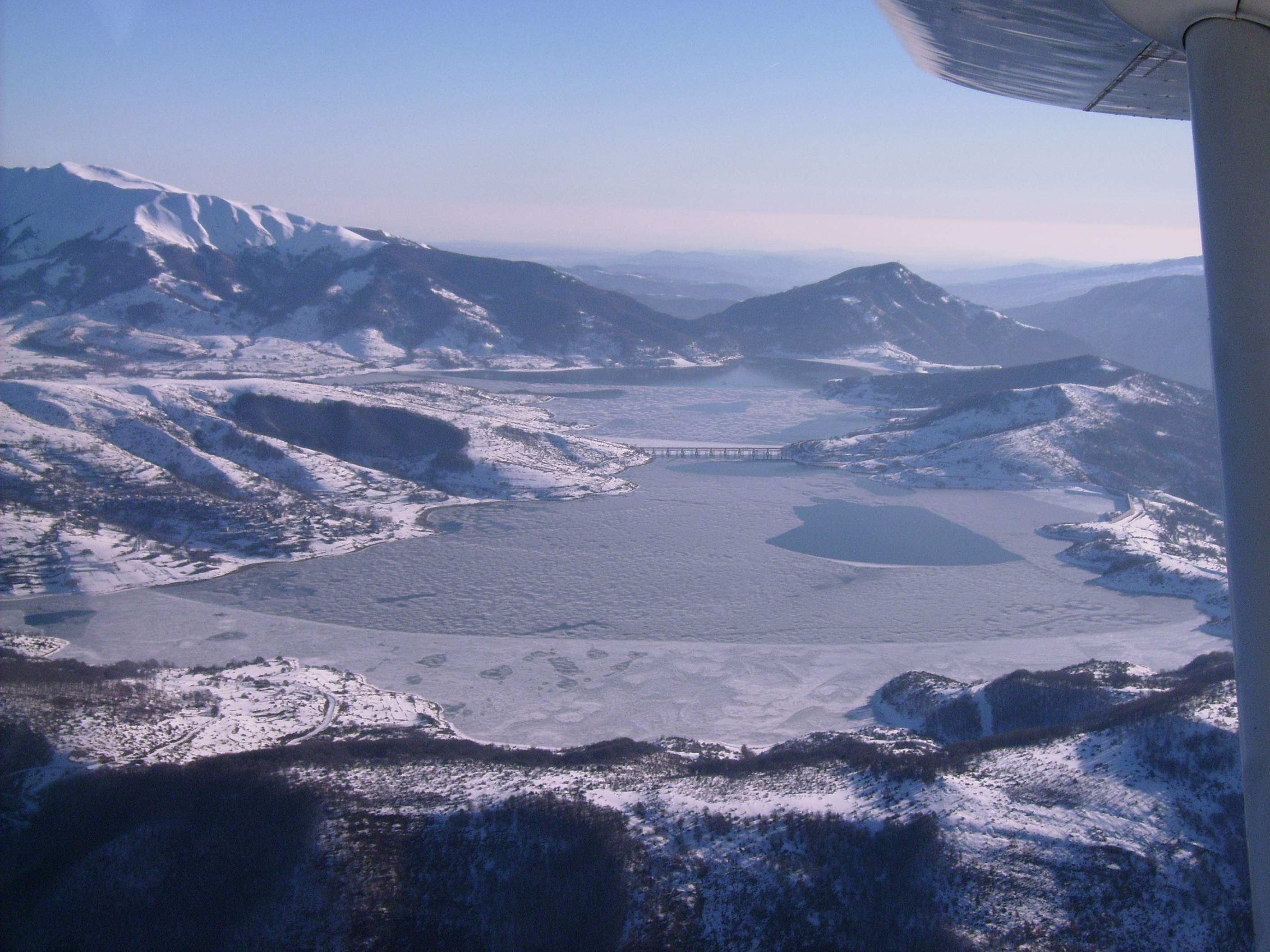
Il lago ghiacciato in inverno

In epoca glaciale il bacino lacustre aveva la forma di una doppia Y. Al termine delle ere glaciali è rimasto l'alveo dove scorre il Rio Fucino. Il lago artificiale fu creato tra gli anni Trenta e Quaranta del XX secolo con la costruzione di tre dighe, con lo scopo di utilizzarne le acque per il funzionamento delle centrali idroelettriche site nella valle del Vomano. La creazione del lago artificiale ha assunto la forma di una V, in pratica la parte superiore della doppia Y. I due rami della V vengono detti di Campotosto e di Mascioni in relazione ai principali centri abitati che si stagliano lungo le sponde.
L'invaso ha inondato l'alveo torbiero che riforniva industrie locali di combustibili. Infatti, fino ai primi decenni del Novecento dal fondo del lago veniva estratta la torba e, per facilitarne il trasporto, era stata costruita una teleferica che convogliava il materiale estratto fino alla stazione di Capitignano. Da qui il trasporto si innestava sulle direttrici nazionali tramite la ferrovia L'Aquila-Capitignano costruita appositamente per tale commercio. Con la realizzazione del lago artificiale l'attività estrattiva fu abbandonata.

## Descrizione
Posto ad un'altitudine di 1.313 m s.l.m., con una superficie di 1400 ettari ed una profondità massima compresa tra i 30 e i 35 metri, dal punto di vista idrografico fa parte del bacino idrografico del fiume Vomano, che scende nell'omonima valle fino al mar Adriatico e della riserva naturale statale omonima, istituita su una superficie di 1.600 ettari nel 1984 a tutela dell'ambiente naturale e del Parco Nazionale del Gran Sasso e Monti della Laga ed è interamente costeggiato dalla Strada statale 577 del Lago di Campotosto. Transita qui un tratto della grande Ippovia del Gran Sasso.

### Caratteristiche

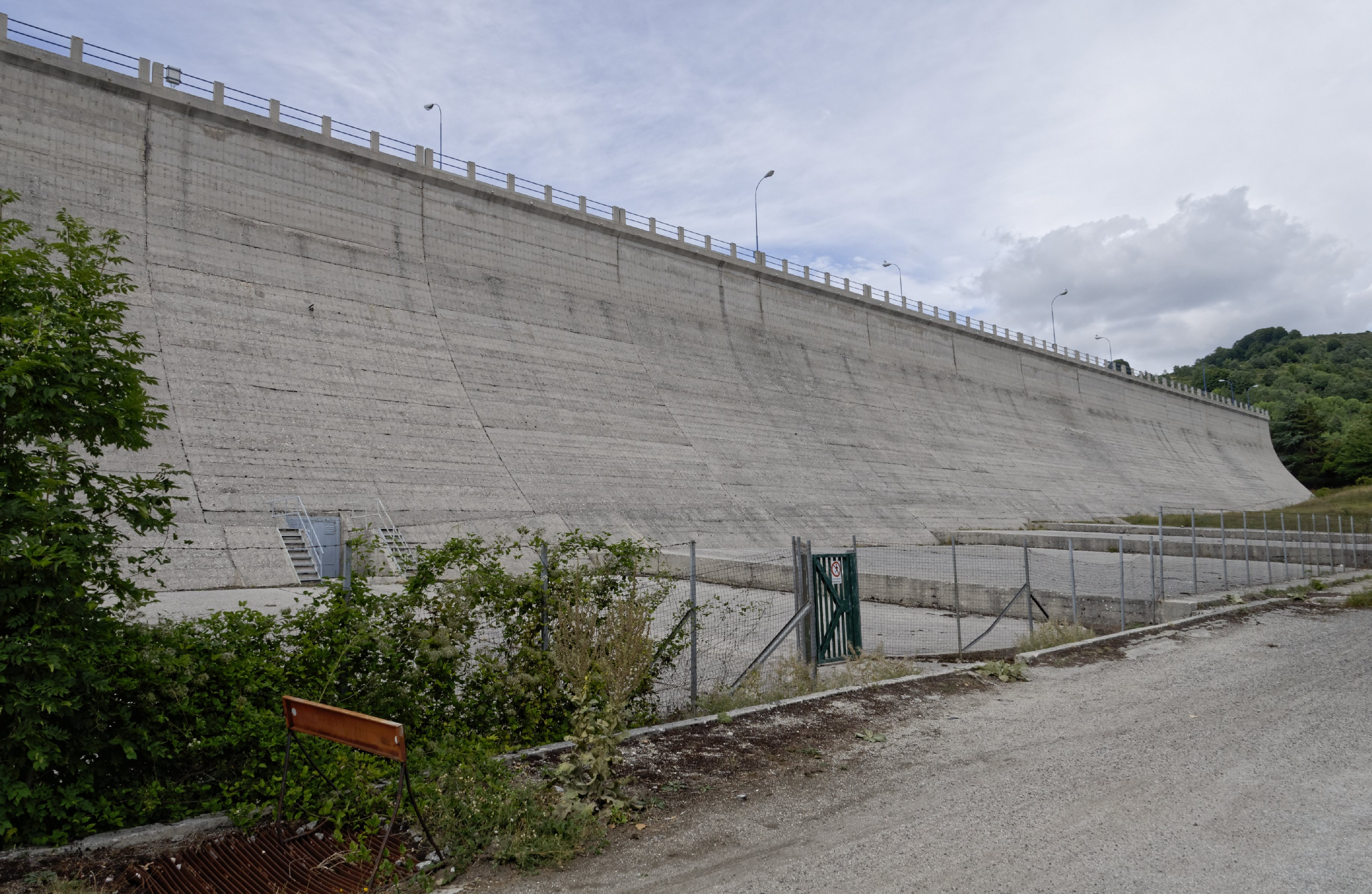
Una delle dighe del lago

La creazione del lago, avvenuta a cavallo degli anni Trenta e Quaranta, è stata possibile grazie alla costruzione di tre dighe, ovvero:
- la diga di Sella Pedicate, posta a sud, realizzata in terra battuta, ferro e cemento;
- la diga del Rio Fucino, posta a est in corrispondenza dell'omonimo torrente e realizzata in ferro e cemento;
- la diga di Poggio Cancelli, posta a nord-ovest in corrispondenza dell'omonima frazione e realizzata in terra battuta.

L'invaso è alimentato, oltre che dal già citato Rio Fucino, da due canali di gronda in corrispondenza delle estremità occidentale e orientale del lago. Il dislivello di circa 300 metri consente l'alimentazione della centrale idroelettrica di Provvidenza posta in corrispondenza dell'omonimo lago (a sud-est, nel territorio comunale dell'Aquila) oltre che delle due centrali più lontane di San Giacomo e Montorio (a est, rispettivamente nei comuni di Fano Adriano e Montorio al Vomano situati in provincia di Teramo). L'energia producibile annualmente dai tre impianti idroelettrici è di circa 600 GWh.
È stato ipotizzato che la realizzazione di tale bacino artificiale possa aver modificato le condizioni climatiche dell'area contribuendo all'innalzamento delle temperature medie. Nonostante ciò, non è raro che il lago si presenti completamente ghiacciato nella stagione invernale.

### Comuni

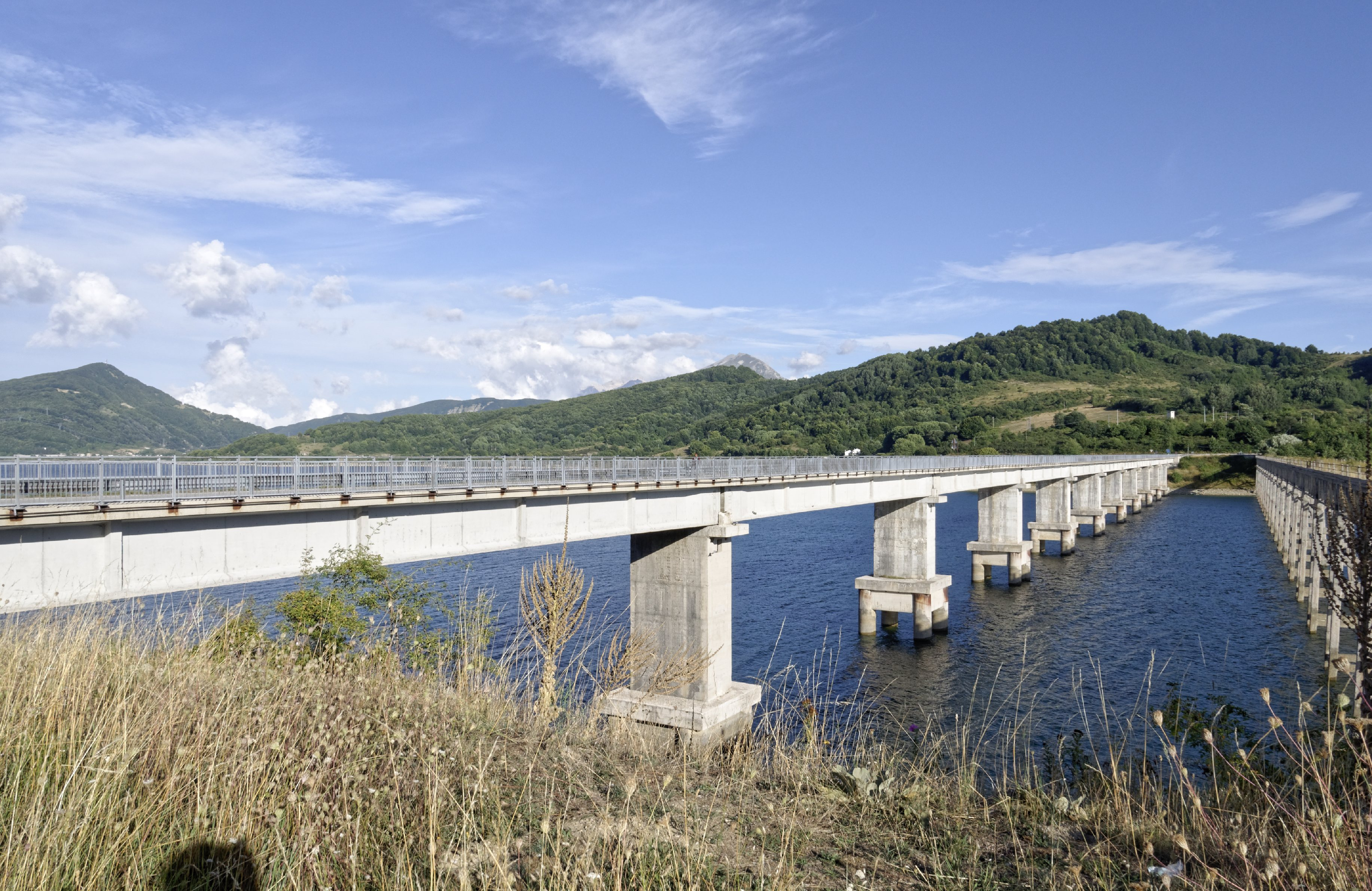
Ponte sul Lago

Il lago si staglia in larga parte nel territorio comunale di Campotosto, toccando però anche il comune di Capitignano (estremità sud-ovest) e dell'Aquila (estremità sud-est). I paesi ai bordi del lago sono tre:
- Campotosto, a nord-est: con i suoi 1420 metri s.l.m. è il secondo comune più alto d'Abruzzo;
- Mascioni, a sud-ovest: frazione di Campotosto da cui prende il nome il ramo meridionale del lago;
- Poggio Cancelli, a nord-ovest: frazione di Campotosto da cui prende il nome l'omonima diga.

Nelle vicinanze è inoltre l'aggregato di Ortolano, unito al comune di Campotosto alla fine dell'Ottocento.

### Accessibilità
Il lago di Campotosto è situato a poca distanza dalla strada statale 80 che lo lambisce meridionalmente e collega L'Aquila con Teramo e il versante adriatico. In alternativa è possibile utilizzare la strada statale 577 da Amatrice oppure altre strade minori da Montereale e Capitignano.
L'intero invaso è interamente circondato da un lungolago, sul tracciato della stessa strada statale 577, lungo circa 40 km. In corrispondenza del punto più stretto del lago è situato un ponte stradale (in sostituzione dell'adiacente e antiquato Ponte delle stecche) che consente un più rapido collegamento tra le sponde meridionale e settentrionale.

## Sport e turismo

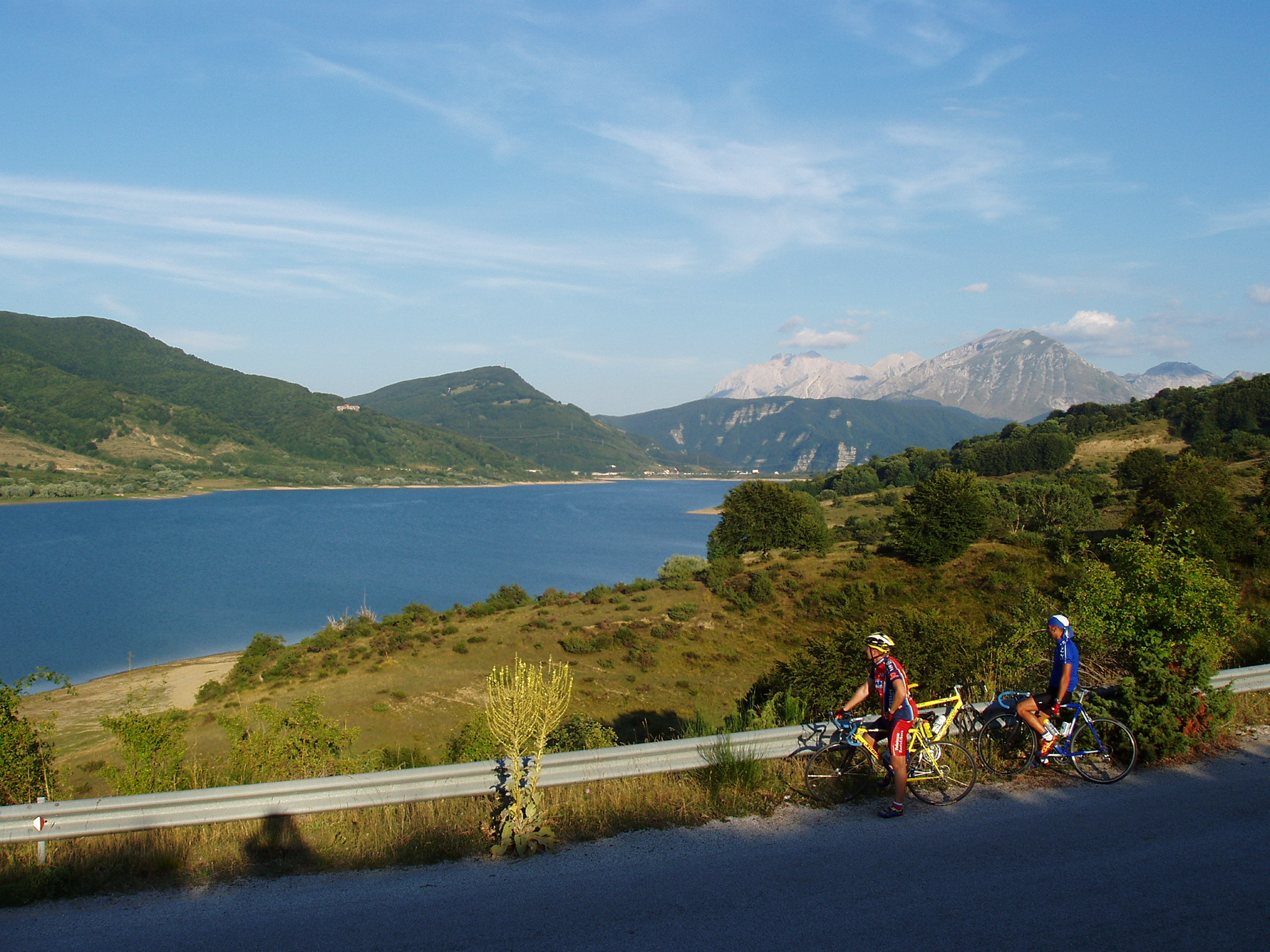
Cicloturismo sul lungolago di Campotosto

Il lago, interamente compreso nel parco nazionale del Gran Sasso e Monti della Laga, è meta di sportivi e turisti soprattutto nella stagione estiva. L'attrazione principale è il lungolago che si estende per poco più di 40 km e consente il collegamento tra i vari centri abitati; essendo pressoché pianeggiante, si presta bene al cicloturismo. Altre attività frequenti sono il footing, il trekking e soprattutto l'equitazione, quest'ultima ben sviluppata grazie all'inserimento di Campotosto nell'itinerario dell'ippovia del Gran Sasso per un totale di circa 300 km attrezzati. In acqua è anche possibile fare windsurf, kitesurf, e kayak. Il perimetro del lago in acqua è di circa 30 km.
Il turismo è connesso anche alle località nelle vicinanze, in particolare il Passo delle Capannelle, luogo particolarmente amato da ciclisti e motociclisti, e le stazioni sciistiche (più distanziate) di Campo Imperatore e Prati di Tivo. La zona è inoltre rinomata per alcune eccellenze gastronomiche, tra cui la mortadella di Campotosto.

## Polemiche
A seguito del terremoto dell'Aquila del 2009 si è accesa una forte polemica riguardo alla diga di Campotosto; secondo ricostruzioni geologiche la diga è costruita nella zona di rispetto della faglia dei monti della laga, una struttura geologica lunga circa 30 km, la cui completa attivazione porterebbe alla rottura dell'opera. Secondo alcune ricostruzioni la struttura si è mossa più volte negli ultimi 8000 anni. Le polemiche si sono inasprite durante la sequenza sismica di Norcia-Amatrice del 2016/2017 quando il giorno 18 gennaio 2017 un settore della faglia di Campotosto ha causato 4 eventi di magnitudo momento da 5.0 a 5.5 danneggiando il paese.